# Chapelle Saint-Alexis de Samara
La chapelle Saint-Alexis (Часовня Алексия, митрополита Московского) est une chapelle orthodoxe située à Samara en Russie, dépendant de l'éparchie de Samara du patriarcat de Moscou de l'Église orthodoxe russe. Elle a été construite en 1888-1890 selon les plans de l'architecte Alexandre Chtcherbatchiov et détruite par les autorités communistes dans les années 1930. Elle a été reconstruite à l'identique en 1998  par Alexeï Melentiev. Elle se trouve au bord de la Volga près du port fluvial.

## Histoire
La chapelle est consacrée à saint Alexis de Moscou, ami de saint Serge de Radonège et maître de Dimitri Donskoï. Alexis de retour de la Horde d'Or s'est arrêté au milieu du XIVe siècle sur les lieux de l'embouchure de la Samara dans la Volga et y prononce des paroles prophétiques: « Il y aura ici une grande cité dans laquelle brillera la piété, et cette ville ne sera jamais sujette à la destruction. »  Selon la légende, une  petite chapelle est édifiée bien avant la fondation de Samara, en souvenir de la bénédiction de la ville par saint Alexis. Au fil du temps, elle s'est effondrée et a ensuite été érigée à un autre endroit des bords de la Volga, sur un terrain appartenant au bourgeois Alexeï Tcherniakine. Elle finit par tomber en ruines et une autre chapelle est édifiée à l'initiative d'un prêtre de l'église de l'Assomption de Samara du nom de Stepan Makarovitch Belski. Elle est en pierre, à un étage et se trouve au bord de la Volga; mais elle est régulièrement inondée par la Volga. Finalement la douma municipale décide en 1872 de construire une chapelle dans un endroit plus sûr. Mais il faut attendre seize ans pour que ce projet voie le jour. Elle est construite en 1888-1889, la première pierre ayant été bénie le 15 juillet 1888 pour le neuf centième anniversaire du baptême de la Russie. Elle est consacrée en 1890. L'architecte Alexandre Chtcherbatchiov la conçoit dans un style néorusse, proche de l'architecture moscovite en briques du XVIIe siècle. Elle présente des décorations en pierre blanche et une petite coupole sur une toit en forme de tente octogonale. Dans les côtés nord, sud et est de la chapelle, on remarque des portes massives en chêne avec vitres. Le sol est recouvert de carreaux pressés en argile spéciale. La chapelle est démolie dans les années 1930 au cours d'une campagne d'athéisme.
Une fraternité du nom de saint Alexis est formée au début des années 1990 et la chapelle est reconstruite à l'identique en 1998 selon les plans de l'architecte de Samara, Alexeï Melentiev, et la documentation de l'époque, tandis qu'une icône de saint Alexis de Moscou est spécialement commandée dans un atelier de Moscou. Elle est consacrée en juin 1998.
Un groupe sculpté représentant saint Alexis et saint Serge de Radonège de trois mètres de haut par Ivan Melnikov est placé à côté, avec les paroles prophétiques de saint Alexis gravées sur le parchemin qu'il tient à la main.

## Galerie

La chapelle d'origine au début du XXe siècle
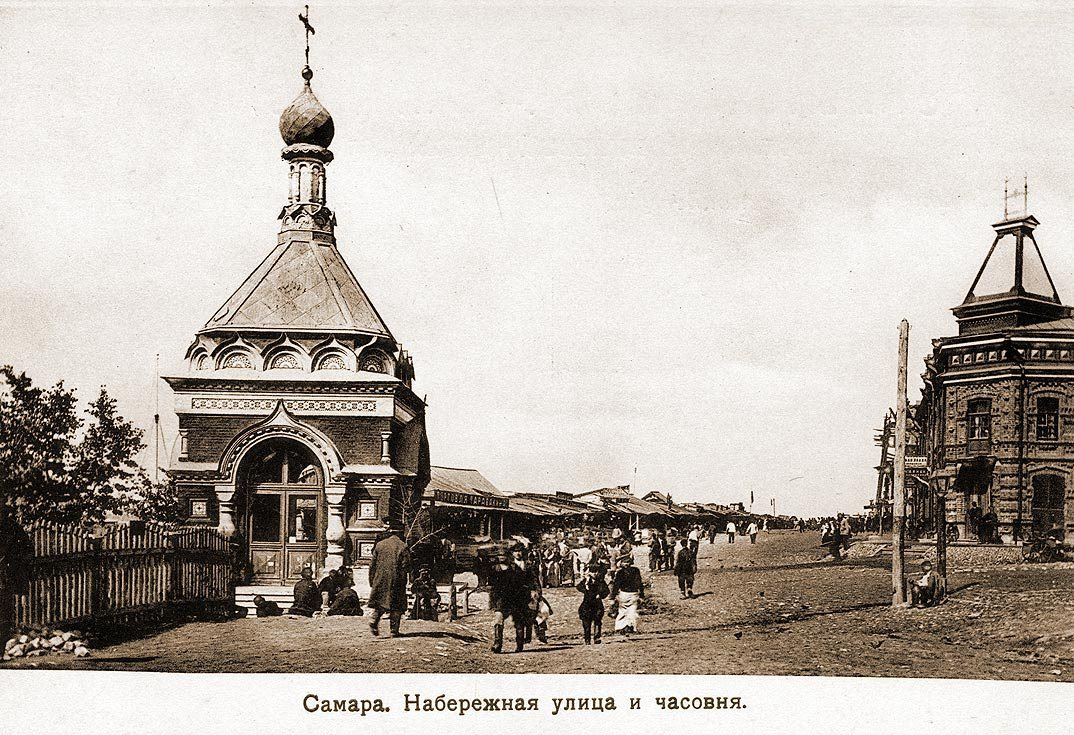
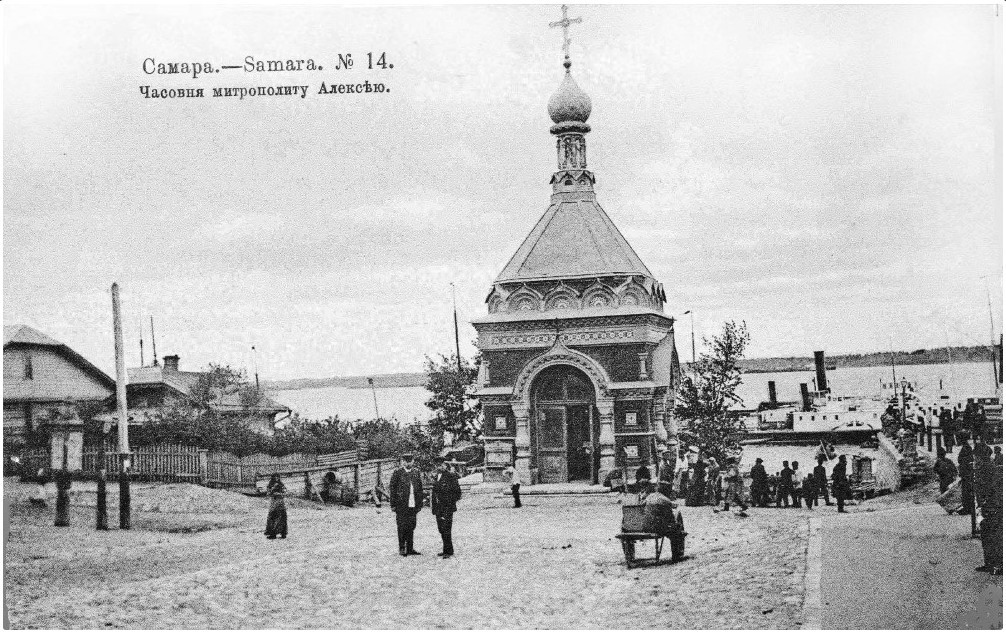
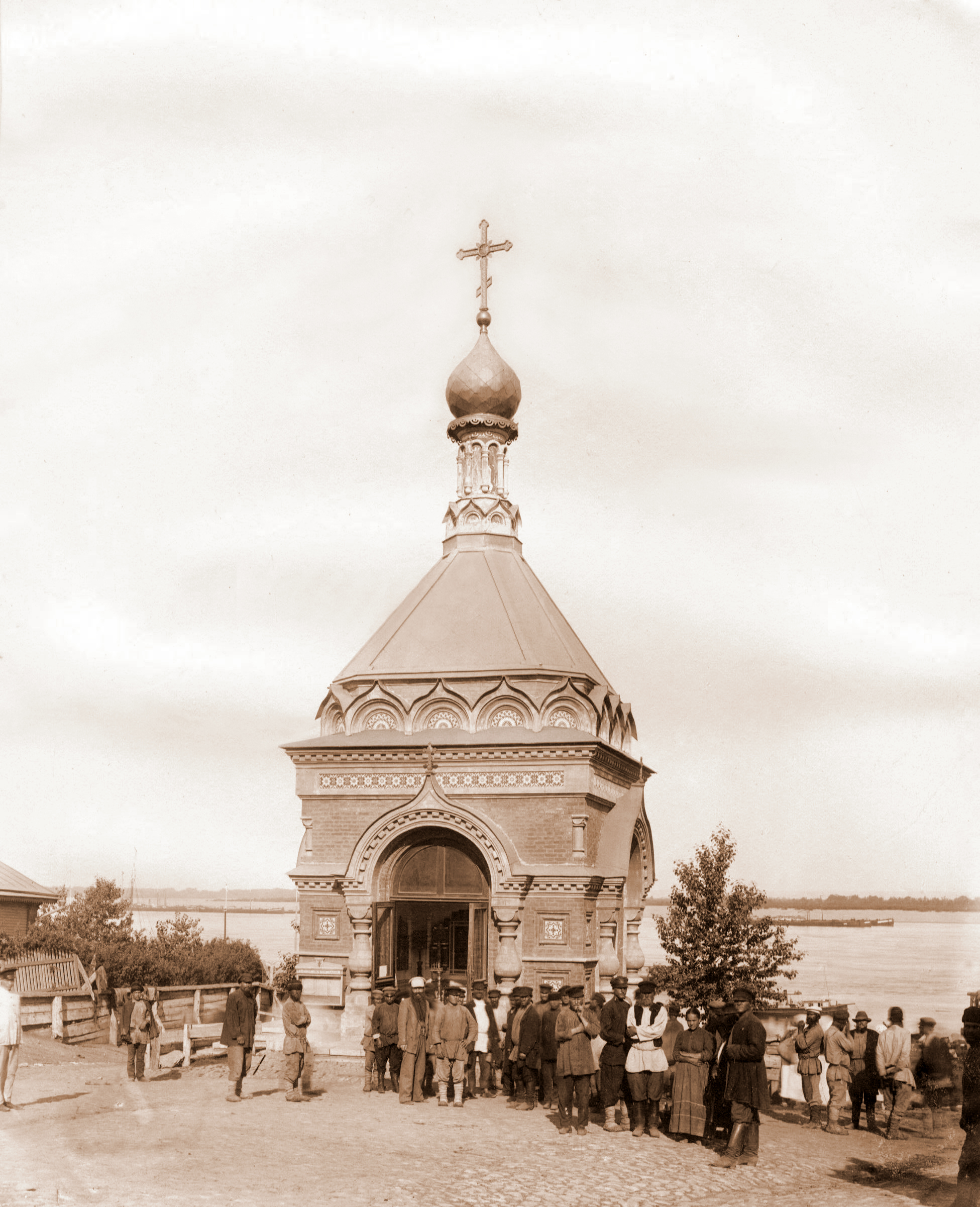